# Comuna Vovnîci, Mlîniv
Vovnîci (în ucraineană Вовничі) este o comună în raionul Mlîniv, regiunea Rivne, Ucraina, formată din satele Krasne, Rudlîve și Vovnîci (reședința).

## Demografie
Componența lingvistică a comunei Vovnîci
     Ucraineană (99,63%)
     Alte limbi (0,28%)
Conform recensământului din 2001, majoritatea populației comunei Vovnîci era vorbitoare de ucraineană (99,63%), existând în minoritate și vorbitori de alte limbi.